# 松浦清 (実業家)
松浦 清（まつうら きよし）は、日本の経営者。プレミアアンチエイジング株式会社、創業者・代表取締役社長CEO。

## 来歴・人物
広島県広島市出身。
清の父親は、親戚が経営している呉相互銀行(現在は合併されもみじ銀行)に助けられながら広島の老舗宝石商となる。（清自身も、後にニューヨークの宝石鑑定機関GIAにて宝石の学位を取り、ジュエリーの事業を興している。）
地元の名家の跡取として生まれ、裕福な家庭で育ったが、清が12歳の時父親が他界。
広島学院中学校・高等学校から慶應義塾大学経済学部に進んだ。
大学時代親戚の宮崎恭子（俳優養成所無名塾創設者）のところに行き、俳優に興味があるから無名塾を受けたいとお願いした後ニューヨーク大学で演劇の勉強を学んだが、全く才能がないと悟り帰国、AFLACに就職した。
数年サラリーマンを経験した後、米コロンビア大学経営大学院に入学、2001年MBA修了。（2001年9月11日のアメリカ同時多発テロ事件があった時、同じマンハッタンに住んでいた）
帰国後、戦略系コンサルティングファームに1年勤めた後、2002年起業、伊ラグジュリーブランドアントニーニの日本法人を設立、その後、いくつかの投資ファンドの代表を務めたが、2008年のリーマン・ショックの前に会社を全て売却。
QVCジャパンにヘッドハントされ通信販売業界に可能性を感じ、2009年12月にプレミアアンチエイジング株式会社を設立。代表に就任し化粧品開発販売事業を開始。
デジタルマーケティングを強みとし、ネット媒体と店頭で2020年7月度には205億円の売上を計上するまでに成長させた。
主力ブランド「D.U.O.（デュオ）」では2018年9月よりテレビCMにKinKi Kids（キンキ キッズ）を起用、新ブランド「CANADEL（カナデル）」では2020年9月よりTVCMに米倉涼子を起用。
「D.U.O.（デュオ）」は、2019年より日本のクレンジング部門でにおいてシェア1位となっている。
2019年はベストコスメ12冠、2020年はベストコスメ45冠を獲得、また2020年、2021年と2年連続でWWD新年号で業界のリーダーの一人に選ばれている。2020年10月28日には東証マザーズに上場を果たした。